# Bosilegrad
Bosilegrad (cirill betűkkel Босилеград, bolgárul Босилеград (Boszilegrád)) városa az azonos nevű község székhelye Szerbiában, a Pcsinyai körzetben.

## Népesség
- 1948-ban 1 233 lakosa volt.
- 1953-ban 1 320 lakosa volt.
- 1961-ben 1 355 lakosa volt.
- 1971-ben 1 662 lakosa volt.
- 1981-ben 2 029 lakosa volt.
- 1991-ben 2 440 lakosa volt
- 2002-ben 2 702 lakosa volt, melyből 2 072 bolgár (76,68%), 247 szerb (9,14%), 24 jugoszláv, 9 macedón, 3 szlovén, 2 horvát, 1 orosz, 1 szlovák, 1 vlah, 8 egyéb, 305 nem nyilatkozott és 29 ismeretlen. Feltűnően magas azon személyek száma akik nem nyilatkoztak.

## A községhez tartozó települések
- Barje (Bosilegrad),
- Belut,
- Bistar (Bosilegrad),
- Brankovci (Bosilegrad),
- Bresnica (Bosilegrad),
- Buceljevo,
- Gložje,
- Goleš (Bosilegrad),
- Gornja Lisina,
- Gornja Ljubata,
- Gornja Ržana,
- Gornje Tlamino,
- Grujinci,
- Doganica,
- Donja Lisina,
- Donja Ljubata,
- Donja Ržana,
- Donje Tlamino,
- Dukat (Bosilegrad),
- Žeravino
- Zli Dol,
- Izvor (Bosilegrad),
- Jarešnik,
- Karamanica,
- Milevci,
- Mlekominci,
- Musulj,
- Nazarica,
- Paralovo (Bosilegrad),
- Ploča (Bosilegrad),
- Radičevci,
- Rajčilovci,
- Resen (Bosilegrad),
- Ribarci (Bosilegrad),
- Rikačevo,
- Crnoštica